# Deux Mélodies élégiaques

Les Deux mélodies élégiaques, op. 34, en deux mouvements pour orchestre à cordes, ont été composées par Edvard Grieg. Achevées en 1880, elles sont publiées pour la première fois en 1881.

## Histoire
Les deux mouvements sont des arrangements instrumentaux que Grieg a fait de deux de ses 12 mélodies, op. 33, publiées en 1880 : il s'agissait de mises en musique pour voix et piano de paroles du poète et journaliste norvégien Aasmund Olavsson Vinje,.
Ces Deux mélodies élégiaques sont dédiées à Heinrich von Herzogenberg.
Grieg en a également réalisé un arrangement pour piano solo.

## Description
Ces mélodies sont composées pour premiers violons (parfois en deux parties), seconds violons (en deux parties), altos (en deux parties), violoncelles et contrebasses.

### Le cœur blessé
Norvégien : Hjertesår . Allemand : Herzwunden.
Le texte de Vinje, tirées de l'op. 33 n° 3, raconte que le cœur subit des blessures dans les luttes de la vie, mais qu'il survit ; la foi n'est pas détruite.

La musique est en ut mineur. Il y a trois couplets : au premier couplet la mélodie est jouée par les premiers violons, le deuxième couplet est joué par les violoncelles, avec un accompagnement insistant de croches de toutes les autres parties, contrastant avec les autres couplets, et le dernier couplet par les premiers violons, l'orchestration étant similaire au premier couplet, mais plus lourde.

### Le dernier printemps
Norvégien : Våren . Allemand : Letzter Frühling.
Dans le texte de Vinje, tirées de l'op. 33 n° 2, le poète décrit la beauté de la campagne au printemps, apparaissant après la neige de l'hiver ; il pense qu'il pourrait le voir pour la dernière fois.

La musique est en sol majeur. Il y a deux couplets : dans les deux, la mélodie est jouée par les premiers violons. L'orchestration du second couplet est plus développée, à commencer par les violons, à quatre parties, en registre aigu ; le reste des cordes se joint progressivement au couplet, avec l'orchestre à cordes complet vers la fin.

## Dans la culture populaire

### Jeux vidéo
- Dans le septième jeu vidéo de la série Touhou Project, (Touhou Youyoumu : Perfect Cherry Blossom) une partition du deuxième mouvement peut être observée en arrière-plan quand le quatrième boss lance une spellcard.